# Cerro Porteño
Cerro Porteño är en sportklubb från Asunción, rättare sagt förorten Barrio Obrero, Paraguay.  bildades 1912. Fotbollsklubben är den mest välkända. Herrlaget har lyckats vinna Primera División de Paraguay (högstaligan) 34 gånger, medan damlaget blivit paraguayanska mästare 7 gånger.
Klubben har både dam- och herrlag i volleyboll. Damlaget har nått de största framgångarna med fyra peruanska mästerskap i rad mellan 1972 och 1975. Laget kom fyra i Campeonato Sudamericano de Clubes de Voleibol Femenino 1970 och 1971 och trea 1972.